# Osemstrana antiprizma
| Uniformna osemstrana antiprizma | Uniformna osemstrana antiprizma                     |
| ------------------------------- | --------------------------------------------------- |
|                                 |                                                     |
| Vrsta                           | prizmatični uniformni polieder                      |
| Elementi                        | F = 18, E = 32, V =16 ({\displaystyle \chi \,} = 2) |
| Stranske ploskve na stranico    | 16{3} + 2{8}                                        |
| Coxeter-Dynkinov diagram        |                                                     |
| Simetrijska grupa               | D8d, [2+,16], (2*8), red 32                         |
| Sklici                          | U77(d)                                              |
| Vrtilna grupa                   | D8 [8,2]+, (822), red 16                            |
| Dualni polieder                 | osemstrani trapezoeder                              |
| Značilnosti                     | konveksna                                           |
| Slika oglišč 3.3.3.8            |                                                     |

Osemstrana antiprizma je v geometriji šesta v neskončni skupini antiprizem s sodim številom trikotniških stranskih ploskev zaprtih z dvema pravilnima mnogokotnikoma. Sestavljena je iz dveh osemkotnikov, ki sta povezana med seboj z obročem šestnajstih trikotnikov. Tako ima skupaj 18 stranskih ploskev.
Kadar so vse stranske ploskve pravilne, je to polpravilni polieder.